# Платинадискандий
Платинадискандий — бинарное неорганическое соединение
платины и скандия
с формулой Sc2Pt,
кристаллы.

## Получение
- Сплавление стехиометрических количеств чистых веществ:

{\displaystyle {\mathsf {Pt+2Sc\ {\xrightarrow {1000^{o}C}}\ Sc_{2}Pt}}}

## Физические свойства
Платинадискандий образует кристаллы
ромбической сингонии,
пространственная группа P nma,
параметры ячейки a = 0,6592 нм, b = 0,4991 нм, c = 0,8206 нм, Z = 4,
структура типа силицида дикобальта Co2Si
.